# Панченко, Евгений Михайлович
Евге́ний Миха́йлович Па́нченко (14 сентября 1974 — 3 октября 2017) — российский футболист, вратарь.

## Карьера
В 1992 году был заявлен за владикавказский «Спартак», однако участие в чемпионатах России за клуб не принимал. В 1993 году перешёл в другой клуб из Осетии — «Автодор», после сезона 1994, по итогам которого «Автодор» покинул Первую лигу, отправился на просмотр в «Уралмаш», но клубу из Екатеринбурга не подошёл и вернулся в клуб, за который выступал на протяжении шести сезонов. С 1999 по 2000 год защищал ворота нальчикского «Спартака». В 2001 году перебрался в казахстанский «Есиль» из Кокшетау, за который в дебютный сезон провёл 28 матчей, в который пропустил 22 гола Второй сезон был менее удачным, «Есиль» был в числе аутсайдеров, а сам Панченко провёл на поле лишь три матча, и вскоре вернулся в «Автодор». В 2004 году вернулся в Казахстан, на сей раз в «Кайсар» из Кзыл-Орды. Далее выступал в «Семее» из Семипалатинска. В 2006 году играл за ставропольское «Динамо», завершал карьеру в клубе «Знамя Труда».